# Prokop von Ustjug

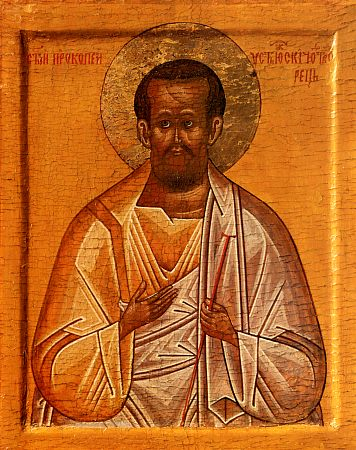
Prokop von Ustjug

Prokop von Ustjug, auch Prokop von Lübeck oder Prokopius von Ustjug und Lübeck (* in Lübeck; † 1303 in Weliki Ustjug) war ein Kaufmann aus Lübeck und wurde als Jurodiwy Heiliger der Russisch-orthodoxen Kirche.
Prokop, mit bürgerlichem Namen möglicherweise Jacob Potharst, kam als Hansekaufmann von Lübeck nach Nowgorod und kam dort im Kontor Peterhof zu Wohlstand und Reichtum, dem er um 1300 bei seinem Übertritt vom römisch-katholischen zum russisch-orthodoxen Glauben vollständig entsagte, indem er sein Vermögen an die Armen verteilte, um fortan als Narr in Christo, in der russisch-orthodoxen Kirche auch Jurodiwy genannt, zu leben. Er lebte fortan auf Kirchentreppen und Müllhalden und soll durch seine Gebete die Stadt Ustjug vor dem Untergang bewahrt haben.

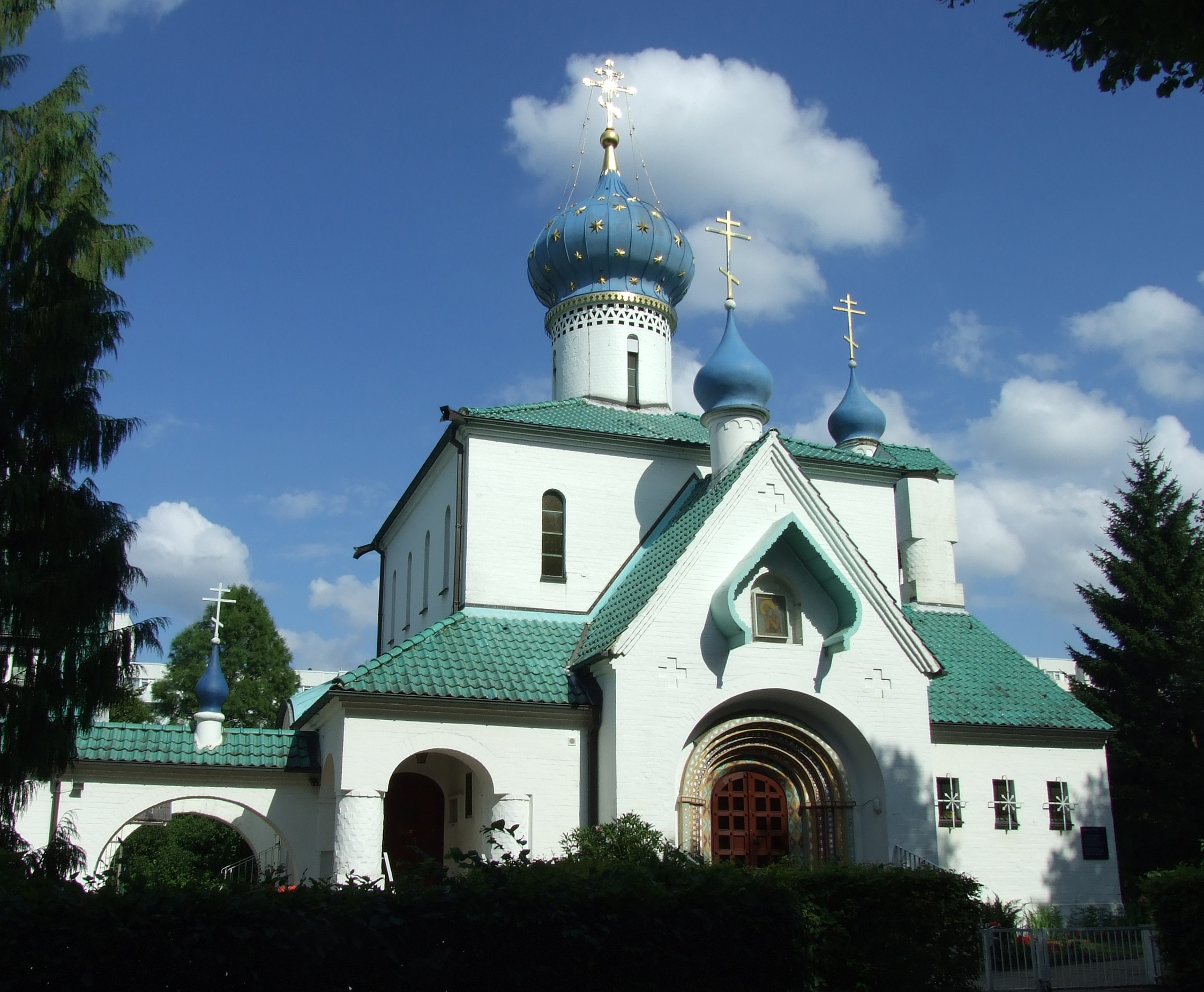
Prokopkirche in Hamburg-Stellingen

Nach dem heiligen Prokop von Ustjug sind auch mehrere russisch-orthodoxe Kirchengemeinden und Kirchengebäude in Deutschland benannt. So auch die von der russisch-orthodoxen Gemeinde seiner Heimatstadt Lübeck genutzte Strobukeskapelle (Seitenkapelle der Katharinenkirche) sowie die russisch-orthodoxe Prokopkirche in Hamburg-Eimsbüttel.
Sein Gedenktag ist der 8. Juli.
Auf Ikonen wird er oftmals gemeinsam mit dem Heiligen Johannis von Ustjug gezeigt, der ebenfalls ein Jurodiwy war.